# Burnley FC
Burnley FC är en engelsk professionell fotbollsklubb i Burnley, grundad 1882. 1888 var klubben med om att bilda The Football League. De har vunnit ligan två gånger och FA-cupen en gång. Klubbens smeknamn är The Clarets, vilket syftar på klubbens vinröda tröjor. Burnley spelar sina hemmamatcher på Turf Moor. Klubben tog hem seriesegern i The Championship säsongen 2015/16 och flyttades därigenom upp till Premier League. Klubben spelade åter i Championship säsongen 2022/23 men blev efter endast en säsong återuppflyttade till Premier League.
Burnley är jämte Wolverhampton Wanderers och Preston North End den enda klubb som har vunnit alla fyra divisionerna av The Football League.

## Historia

Klubbens ligaplaceringar från och med 1888.

Klubben var ursprungligen en rugbyklubb vid namn Burnley Rovers FC som 1882 beslutade att övergå till fotboll. 1883 flyttade de till Turf Moor som varit deras hemmaplan sedan dess; bara Preston North End har varit längre på en och samma hemmaarena. 1888 blev de en av de tolv ursprungliga medlemmarna av The Football League. I början gick det dock inte speciellt bra för klubben, 1889/90 slutade de näst sist efter att ha inlett säsongen med 17 segerlösa matcher, och 1897 blev de nedflyttade till Division 2. Följande år var de inblandade i den kanske mest uppmärksammade skandalmatchen i England. I en kvalmatch mot Stoke City 1898 upptäckte lagen att båda skulle spela i Division 1 nästa säsong vid ett oavgjort resultat. Inte oväntat blev det 0-0 i en match där det inte sköts ett enda skott mot mål. Detta resulterade i att kvalspelet avskaffades och direktuppflyttning infördes. Som kompensation tilläts även de två andra klubbarna som deltagit i kvalspelet denna säsong att ta plats i Division 1. Burnley var dock snart tillbaka i Division 2 igen.
Det var först omkring första världskriget som klubben började få framgångar. Säsongen 1912/13 tog de tillbaka sin plats i högsta divisionen och gick även till semifinal i FA-cupen. Året därpå tog de sin första titel genom att besegra Liverpool med 1-0 i FA-cupfinalen. I ligan gick det också bra med som bäst en fjärde plats 1914/15. De största framgångarna kom dock strax efter kriget. Efter att ha slutat tvåa säsongen 1919/20 vann man ligan för första gången 1920/21 efter en imponerande svit på 30 matcher utan förlust. Dessa framgångar höll dock inte i sig och under 1930-talet blev det på nytt nedflyttningar till Division 2.
Efter andra världskriget inleddes klubbens storhetsperiod. Under 1940- och 1950-talen var de en av Englands bästa klubbar, vilket kröntes av ligasegern 1959/60 som vanns i hård konkurrens med Tottenham Hotspur och Wolverhampton Wanderers. Burnley hade faktiskt aldrig lett tabellen under hela säsongen men en bortaseger med 2-1 i sista matchen mot Manchester City innebar att de tog hem sin andra ligatitel. Under hela 1960-talet var de fortsatt en stabil Division 1-klubb med ett flertal placeringar på den övre halvan av tabellen och de hade också en del framgångar i Europa. Degraderingen till Division 2 1976 var dock starten på en djup nedgång för klubben. 1985 åkte de för första gången ned i Division 4 och två år senare var det ytterst nära att de fått lämna The Football League. Det var bara en 2-1-seger i sista matchen mot Leyton Orient som räddade dem från nedflyttning.
Senare har dock Burnley lyckats vända trenden och börjat klättra tillbaka i ligasystemet. 2009 kvalificerade de sig för Premier League efter att ha vunnit playoff-finalen mot Sheffield United med 1-0. Säsongen därpå blev de dock nedflyttade igen. Efter fyra säsonger i The Championship kunde klubben säsongen 2013/14 via en andraplats återigen kvalificera sig för Premier League. Burnley rönte dock samma öde som förra gången och åkte ur direkt. Säsongen 2015/16 vann man återigen uppflyttning efter att ha tagit hem seriesegern i The Championship. 

## Spelartrupp
| 1  | England  | James Trafford | 10 oktober 2002  | Manchester City (-23) |
| 20 | England  | Etienne Green  | 19 juli 2000     | Saint-Étienne (-24)   |
| 32 | Tjeckien | Václav Hladký  | 14 november 1990 | Ipswich Town (-24)    |
| -  | Tyskland | Max Weiss      | 15 juni 2004     | Karlsruhe (-25)       |

| Försvarare | Försvarare     | Försvarare          | Försvarare        | Försvarare                     |
| Nummer     | Land           | Spelare             | Födelsedatum      | Kom ifrån                      |
| ---------- | -------------- | ------------------- | ----------------- | ------------------------------ |
| 2          | Peru           | Oliver Sonne        | 10 november 2000  | Silkeborg (-25)                |
| 3          | Nederländerna  | Shurandy Sambo      | 19 augusti 2001   | PSV (-24)                      |
| 4          | England        | Joe Worrall         | 10 januari 1997   | Nottingham Forest (-24)        |
| 5          | Frankrike      | Maxime Estève       | 26 maj 2002       | Montpellier (-24)              |
| 12         | England        | Bashir Humphreys    | 15 mars 2003      | Chelsea (-24)                  |
| 14         | Wales          | Connor Roberts      | 23 september 1995 | Swansea City (-21)             |
| 18         | Sverige        | Hjalmar Ekdal       | 21 oktober 1998   | Djurgårdens IF (-23)           |
| 23         | Brasilien      | Lucas Pires         | 24 mars 2001      | Santos (-24)                   |
| 36         | Tyskland       | Jordan Beyer        | 19 maj 2000       | Borussia Mönchengladbach (-22) |
| 39         | England        | Owen Dodgson        | 19 mars 2003      | Manchester United (-20)        |
| 44         | Belgien        | Hannes Delcroix     | 28 februari 1999  | Anderlecht (-23)               |
| -          | Kongo-Kinshasa | Axel Tuanzebe       | 14 november 1997  | Ipswich Town (-25)             |
| -          | Nederländerna  | Quilindschy Hartman | 14 november 2001  | Feyenoord (-25)                |

| 21 | England   | Aaron Ramsey      | 21 januari 2003 | Aston Villa (-23)       |
| 24 | Irland    | Josh Cullen       | 7 april 1996    | Anderlecht (-22)        |
| 28 | Tunisien  | Hannibal Mejbri   | 21 januari 2003 | Manchester United (-24) |
| 29 | England   | Josh Laurent      | 6 maj 1995      | Stoke City (-24)        |
| 31 | Belgien   | Mike Trésor       | 28 maj 1999     | Genk (-23)              |
| 42 | Frankrike | Han-Noah Massengo | 7 juli 2001     | Bristol City (-23)      |

| 10 | Angola         | Manuel Benson      | 28 mars 1997      | Royal Antwerp (-22) |
| 11 | England        | Jaidon Anthony     | 1 december 1999   | Bournemouth (-24)   |
| 17 | Sydafrika      | Lyle Foster        | 3 september 2000  | Westerlo (-23)      |
| 19 | Nederländerna  | Zian Flemming      | 1 augusti 1998    | Millwall (-24)      |
| 22 | England        | Marcus Edwards     | 3 december 1998   | Sporting (-25)      |
| 25 | Schweiz        | Zeki Amdouni       | 4 december 2000   | Basel (-23)         |
| 27 | Nordmakedonien | Darko Churlinov    | 11 juli 2000      | Stuttgart (-22)     |
| 30 | Italien        | Luca Koleosho      | 15 september 2004 | Espanyol (-23)      |
| 34 | Nederländerna  | Jaydon Banel       | 19 oktober 2004   | Ajax (-25)          |
| 35 | England        | Ashley Barnes      | 30 oktober 1989   | Norwich City (-25)  |
| 37 | Benin          | Andreas Hountondji | 11 juli 2002      | Caen (-24)          |
| 45 | Irland         | Michael Obafemi    | 6 juli 2000       | Swansea City (-23)  |
| 48 | Belgien        | Enock Agyei        | 13 januari 2005   | Anderlecht (-23)    |
| -  | Frankrike      | Loum Tchaouna      | 8 september 2003  | Lazio (-25)         |

### Utlånade spelare
| Nr | Land | Pos | Namn |
| -- | ---- | --- | ---- |

| Nr | Land | Pos | Namn |
| -- | ---- | --- | ---- |

## Berömda tidigare spelare
- Jimmy Adamson
- John Angus
- George Beel
- Arthur Bellamy
- Adam Blacklaw
- Tommy Boyle
- Ian Britton
- Frank Casper
- Albert Cheesebrough
- Ralph Coates
- John Connelly
- Tommy Cummings
- Jerry Dawson
- Martin Dobson
- Alex Elder
- Paul Fletcher
- Brian Flynn
- Bert Freeman
- Neil Grewcock
- George Halley
- Billy Hamilton
- Gordon Harris
- Willie Irvine
- Leighton James
- Steve Kindon
- Andy Lochhead
- Harold Mather
- Jimmy McIlroy
- Brian Miller
- Willie Morgan
- Peter Noble
- Brian O'Neil
- Louis Page
- Andy Payton
- Brian Pilkington
- Ray Pointer
- Harry Potts
- Jimmy Robson
- Bobby Seith
- Alan Stevenson
- Dave Thomas
- Colin Waldron
- Billy Watson
- Charlie Austin
- Chris Wood

## Meriter
- Engelska ligamästare: 1920/21, 1959/60
- Seger i Division 2: 1897/98, 1972/73, 2015/16, 2022/23 (motsvarande dagens The Championship)
- Seger i Division 3: 1981/82 (motsvarande dagens League One)
- Seger i Division 4: 1991/92 (motsvarande dagens League Two)
- FA-cupen: 1913/14

## Klubbrekord
- Störst publik: 54 774, mot Huddersfield Town, FA-cupens 3:e omgång, 23 februari 1924.
- Största ligaseger: 9-0, mot Darwen, Division 1, 9 januari 1892.
- Största cupseger: 9-0 vid tre tillfällen i FA-cupen; mot Crystal Palace 1909, mot New Brighton 1957 och mot Penrith 1984.
- Största ligaförlust: 0-10, mot Aston Villa, Division 1, 29 augusti 1925.
- Största cupförlust: 0-11, mot Darwen, FA-cupens 1:a omgång, 17 oktober 1885.
- Flest ligamatcher i följd utan förlust: 30, 6 september 1920-25 mars 1921.
- Flest ligamål av en spelare under en säsong: 35, av George Beel, Division 1, 1927/28.
- Flest ligamål totalt: 178, av George Beel, 1923-32.
- Flest ligamatcher: Jerry Dawson, 530, 1906-29.